# Nectophrynoides viviparus
Nectophrynoides viviparus es una especie de anfibios de la familia Bufonidae.
Es endémica de Tanzania.
Su hábitat natural incluye montanos secos, praderas tropicales o subtropicales a gran altitud, tierra arable y jardines rurales.
Está amenazada de extinción debido a la pérdida de su hábitat natural.